# Championnat d'Islande de football 1952
Navigation
Saison précédente Saison suivante
La saison 1952 du Championnat d'Islande de football était la 41e édition de la première division islandaise.
C'est le KR Reykjavik qui remporte le championnat. C'est le 14e titre de champion d'Islande de l'histoire du club, nouveau record national, devant le Fram Reykjavik avec 13 titres.

## Les 5 clubs participants
- KR Reykjavik
- Fram Reykjavik
- Valur Reykjavik
- Vikingur Reykjavik
- IA Akranes

## Compétition

### Classement
Le barème de points servant à établir le classement se décompose ainsi :
- Victoire : 2 points
- Match nul : 1 point
- Défaite : 0 point

| Rang | Équipe             | Pts | J | G | N | P | Bp | Bc | Diff |
| ---- | ------------------ | --- | - | - | - | - | -- | -- | ---- |
| 1    | KR Reykjavik       | 7   | 4 | 3 | 1 | 0 | 7  | 3  | +4   |
| 2    | IA Akranes T       | 6   | 4 | 3 | 0 | 1 | 12 | 6  | +6   |
| 3    | Fram Reykjavik     | 4   | 4 | 2 | 0 | 2 | 8  | 9  | -1   |
| 4    | Valur Reykjavik    | 2   | 4 | 0 | 2 | 2 | 3  | 5  | -2   |
| 5    | Vikingur Reykjavik | 1   | 4 | 0 | 1 | 3 | 3  | 10 | -7   |

|  | Champion d'Islande 1952 |

### Matchs
Tous les matchs se sont disputés au stade de Melavöllur à Reykjavik.
| Résultats (▼dom., ►ext.)                                   | Fra | KR  | Val | Vik | Akr |
| Fram Reykjavik                                             |     | 2-3 | 2-1 | 1-0 | 3-5 |
| KR Reykjavik                                               |     |     | 1-1 | 2-0 | 1-0 |
| Valur Reykjavík                                            |     |     |     | 1-1 | 0-1 |
| Vikingur Reykjavik                                         |     |     |     |     | 2-6 |
| IA Akranes                                                 |     |     |     |     |     |
| - Victoire à domicile - Match nul - Victoire à l'extérieur |     |     |     |     |     |

## Bilan de la saison
| Tableau d'Honneur                 |              |
| Compétition                       | Vainqueur    |
| Championnat d'Islande de football | KR Reykjavik |